# Bodemkunde

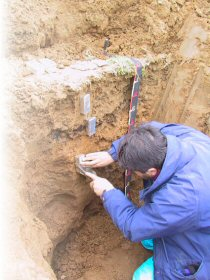
Een bodemkundige aan het werk in een profielkuil

Bodemkunde of pedologie is de tak van wetenschap die zich bezighoudt met de samenstelling en vorming van bodems en de wijze waarop deze gebruikt kunnen worden voor allerhande  doeleinden zoals woningbouw, landbouw, wegenbouw en waterbouw. De effecten van menselijke activiteiten op de bodem zijn onderdeel van de ecologie en milieuwetenschappen. Onderzoek aan  lagere aardlagen zoals onderzoek naar zwelklei valt veelal onder de geologie. Voorheen heette dit vakgebied agrogeologie, waarbij de landbouwkunde en geologie studie maakten van de relatie tussen landbouw en bodems. Agrogeologie wordt doorgaans beschouwd als een verouderde term voor het vakgebied dat later bodemkunde of pedologie is gaan heten.

## Kennisvelden in de bodemkunde
Er worden verschillende kennisvelden onderscheiden binnen de bodemkunde:

### Bodem in ruimte en tijd
Dit kennisveld houdt zich bezig met wat bodems eigenlijk zijn. Het kijkt daarvoor naar de bodem als geheel en onderzoekt hoe bodems gevormd worden, hoe je bodems kunt indelen in verschillende categorieën, hoe de geografische verspreiding van de verschillende bodemtypes over de wereld is, en hoe de vaak complexe interacties tussen bodems en de biosfeer, hydrosfeer, atmosfeer en lithosfeer eruitzien.

#### Bodemmorfologie
De bodem is een natuurlijk lichaam dat zowel ruimtelijke als temporele dimensies heeft. De primaire organische en anorganische bestanddelen van de bodem zijn gerangschikt in secundaire structuureenheden die op hun beurt samen de horizontale en verticale bodemlagen vormen. Deze rangschikking wordt bepaald door de omstandigheden en de omgeving waarin de bodem gevormd wordt. Het zijn deze morfogenetische eigenschappen van bodems die bepalen welk type bodem gevormd wordt en die daarmee ook de kwaliteit van die bodem bepalen. Bodemmorfologie richt zich daarom op het bestuderen van (het ontstaan van) de structuur van bodems in relatie tot de omgeving waarin bodems gevormd worden.

#### Bodemgeografie
Bodemgeografie onderzoekt bodems en hun structuur als functie van omstandigheden waaronder de bodems gevormd worden zoals klimaat, geologie, reliëf, vegetatie en menselijke activiteit. Dit onderzoeksterrein hangt nauw samen met bodemmorfologie en dient als een brug om de kennis opgedaan in de bodemmorfologie te koppelen aan vraagstukken over de invloed van bodems op bijvoorbeeld de duurzaamheid van ecosystemen en landbouw, onder andere door het maken van bodemkaarten op verschillende schalen en toegepast op verschillende vraagstukken. De bodemgeografie richt zich met name op de landschappelijke schaal en neemt de relatie tussen bodem en andere landschappelijke elementen zoals geologie, geomorfologie, klimaat en (historisch) landgebruik nadrukkelijk mee bij het in kaart brengen van de bodem.

#### Bodemvorming
Bij de bestudering van bodemvorming wordt in detail gekeken naar de fundamentele fysische, chemische, biologische en mineralogische processen die een rol spelen bij bodemvorming op verschillende schaalniveaus, van micro- tot macroschaal. De kennis wordt onder andere gebruikt om de processen te modelleren die het gedrag en de vorming van bodems op verschillende schalen bepalen.

#### Bodemclassificatie
Bodemclassificatie is de discipline die zich bezighoudt met het classificeren en categoriseren van de talloze karakteristieken die bodems van elkaar onderscheiden. De classificatie vindt plaats op verschillende hiërarchische niveaus waarbij met elke stap een grotere mate van detail wordt aangebracht. In Nederland worden bodems voornamelijk geclassificeerd volgens het systeem van De Bakker en Schelling. Het belangrijkste internationale bodemclassificatiesysteem is de World Soil Reference Base.

#### Paleobodemkunde
De paleobodemkunde richt zich op het vergroten van onze kennis over ecosystemen in het verleden door het onderzoeken van historische bodems, ook wel paleosols genoemd. In het algemeen worden paleosols gedefinieerd als bodems die zijn gevormd onder andere omstandigheden dan nu heersen, met de nadruk op een ander historisch klimaat en andere historische vegetatie. Het onderzoek aan paleosols is interdisciplinair en betrekt naast de bodemkunde ook de milieu- en maatschappijwetenschappen. Een van de doelen is het achterhalen van hoe het klimaat er in het verleden uitzag, door in paleosols van bekende leeftijd op zoek te gaan naar specifieke eigenschappen waarvan we weten hoe ze samenhangen met klimaat.

### Pedometrie
Pedometrie staat voor de ontwikkeling en toepassing van wiskundige en statistische methodes om de verspreiding en vorming van bodems te beschrijven. Het doel van pedometrie is om een beter begrip te krijgen van de variaties in bodems op verschillende ruimtelijke en temporele schalen. Een dergelijk begrip vergroot niet alleen het wetenschappelijk inzicht in hoe bodems functioneren, maar reikt ook handvatten aan voor bodembeheer. De modellen die gebruikt worden in pedometrie zijn daarom doorgaans kwantitatieve modellen gestoeld op onder andere geostatistische methodes voor ruimtelijke voorspellingen, regressiemodellen en nieuwe statistische en wiskundige technieken zoals datamining en fuzzy logic.

### Bodemeigenschappen en -processen
Dit kennisveld houdt zich bezig met hoe bodems in elkaar steken. Het gebruikt hiervoor klassieke, fundamentele natuurwetenschappelijke disciplines.

#### Bodemfysica
Bodemfysica richt zich op de fysische eigenschappen van de bodem, met de nadruk op het transport van stoffen en energie. Belangrijke onderzoeksgebieden zijn het modelleren van anorganische en microbiële vervuilingen en de ruimtelijke heterogeniteit van bodems. Daarnaast zijn de ontwikkeling en toepassing van methoden om bodemfysische eigenschappen en watertransport te kunnen meten en modelleren blijvende belangrijke activiteiten.

#### Bodemchemie
Bodemchemie richt zich op de chemische samenstelling van bodems, chemische eigenschappen van bodems en chemische reacties in bodems. Belangrijke onderzoeksgebieden richten zich op in-situtechnieken op moleculair niveau, chemische speciatie in bodems, de kinetiek van chemische bodemprocessen, chemische processen in wortelzones en ontrafeling van de structuur van organische stof in bodems.

#### Bodembiologie
Bodembiologie houdt zich bezig met de functies, reacties en activiteiten van bodemorganismen. Belangrijke onderzoeksgebieden zijn koolstofsequestratie, de nutriëntenkringloop, microbiële ecologie, bioremediatie en moleculaire bodembiologie.

#### Bodemmineralogie
Bodemmineralogie onderzoekt de mineralen die voorkomen in bodemsystemen, en met name mineralen die in gesteenten of in de bodem zelf gevormd worden. Belangrijke onderzoeksgebieden zijn onder andere verwering en neo-formatie van mineralen, alsmede het transport en biologische omzettingen van mineralen in relatie tot de micro- en macrostructuur van de bodem. In de bodemmineralogie worden geavanceerde analytische technieken gebruikt om mineraaloppervlaktes en de interactie van mineralen met elkaar en met organische stof te bestuderen.

### Bodemgebruiken -beheer
Dit kennisveld houdt zich bezig met de vraag waarom bodems van belang zijn voor de samenleving. Binnen dit kennisveld wordt de fundamentele kennis over bodems toegepast om sociale, economische en milieutechnische problemen aan te pakken.

#### Bodemevaluatie en planning van landgebruik
Omdat de bodem een schaarse en eindige bron is, is het belangrijk beslissingen over bodemgebruik zo goed mogelijk te baseren op de kennis die we hebben over het gedrag en de eigenschappen van bodems op verschillende schalen, in samenhang met de sociaal-economische factoren die een rol spelen. Dit kennisgebied houdt zich bezig met het toepassen en ontwikkelen van methodes om een dergelijke vertaalslag te maken, onder andere door het gebruik van technieken als Geografische Informatie Systemen (GIS) en remote sensing.

#### Duurzaam bodem- en waterbeheer
Het onderhouden en de kwaliteit van een bodem vormt een essentieel onderdeel van duurzaam bodembeheer. Dit kennisgebied houdt zich bezig met het ontwikkelen en toepassen van strategieën voor duurzaam bodem- en landschapsbeheer, waaronder ook landbouwtechnieken. Dergelijke strategieën voor duurzaam bodembeheer zijn vaak gekoppeld aan strategieën voor waterbeheer, vanwege de koppeling van bodem- en waterkwaliteit door processen zoals watererosie, irrigatie en drainage.

#### Vruchtbaarheid van de bodem en plantvoeding
Het beheren en behouden van de vruchtbaarheid van bodems vormt een belangrijk onderdeel van de bodemkunde vanwege de directe koppeling met voedsel en landbouw. Dit kennisgebied richt zich op alle processen die van invloed zijn op de vruchtbaarheid van bodems en daarmee de mogelijkheid om er (duurzaam) voedsel op te verbouwen.

#### Bodemtechnologie
Dit kennisgebied richt zich op de technologische toepassingen van bodems, zowel in landbouwtoepassingen als daarbuiten. Voorbeelden zijn de toepassing van bodems als ondergrond voor wegen, vulmateriaal, opslag van afval, etc.

#### Bodemdegradatie en het voorkomen, beperken en herstellen hiervan
Veel bodems op aarde zijn gedegradeerd, zowel ten gevolge van niet-duurzame landbouw als door vervuiling ten gevolge van verstedelijking, industriële en andere menselijke activiteiten. Ook natuurlijke processen als erosie en uitspoeling leiden tot bodemdegradatie. Het doel van dit kennisgebied is de kennis en het begrip van bodemeigenschappen en –processen te vergroten met als doel het beperken van bodemdegradatie en het herstellen van reeds gedegradeerde bodems.

## Bodemkunde en maatschappij
Het is van groot maatschappelijke belang om goede kennis van bodemkunde te hebben. Het is immers vaak verbonden met bodemgebruik zoals landbouw, bosbouw en stedenbouw. Een derde van het aardoppervlak wordt momenteel voor landbouw gebruikt. Veel menselijke activiteiten hebben een grote invloed op de bodem, zoals klimaatverandering (verdroging), erosie, overbemesting en vervuiling een zeer belangrijk onderdeel vormt.

## Bodemkundige vakverenigingen
De Nederlandse Bodemkundige Vereniging (NBV) is de vakvereniging van bodemkundigen in Nederland. Bij de NBV zijn zowel bodemkundigen werkzaam bij kennisinstellingen als bodemkundigen werkzaam in het bedrijfsleven aangesloten. De Belgische Bodemkundige Vereniging / Société Belge de Science du Sol (BBV-SBSS) is de vakvereniging van bodemkundigen in België. Ook veel andere landen hebben vergelijkbare nationale bodemkundige verenigingen. Wereldwijd zijn deze verenigingen aangesloten bij de (IUSS). Daarnaast zijn de Europese bodemkundige verenigingen ook lid van de European Confederation of Soil Science Societies (ECSSS).

## Geschiedenis van de bodemkunde
Van oudsher heeft de Nederlandse bodemkunde zijn wortels in de geologie. De eerste bodemkundige publicatie over Nederland is van Staring uit 1856.
Het vakgebied bodemkunde is in Nederland opgebouwd door onder andere: C.H. Edelman (Stichting voor Bodemkartering en Landbouwhogeschool Wageningen), E.C.J. Mohr (bodemkartering in Nederlands-Indië), Henk de Bakker en Jaap Schelling (Stichting voor Bodemkartering, Nederlandse bodemclassificatie), A.P.A. Vink (Gemeente Universiteit Amsterdam), L.J. Pons (Landbouwhogeschool Wageningen) en F.A. van Baren (Koninklijk Instituut voor de Tropen, Rijksuniversiteit Utrecht, International Soil Museum)
Bodemkunde · Biogeografie · Biogeologie · Fysische geografie · Geoarcheologie · Geochemie · Geodesie · Geofysica · Geomorfologie · Geologie · Glaciologie · Hydrografie · Hydrologie · Klimatologie · Limnologie · Meteorologie · Mijnbouwkunde · Mineralogie · Oceanografie · Paleo-oceanografie · Paleoklimatologie · Paleontologie · Sedimentologie · Seismologie · Speleologie · Stratigrafie · Vulkanologie